# (10593) Susannesandra
(10593) Susannesandra es un asteroide perteneciente al cinturón de asteroides, descubierto el 25 de agosto de 1996 por Robert G. Sandness desde King City, Ontario.

## Designación y nombre
Designado provisionalmente como  1996 QQ1. Fue nombrado en honor de Susanne Sandness (n. 1956), esposa durante 34 años del descubridor, es una consumada música y profesora de música. Fue gracias a su apoyo que se hizo este descubrimiento.

## Características orbitales
Susannesandra está situado a una distancia media del Sol de 3,115 ua, pudiendo alejarse hasta 3,783 ua y acercarse hasta 2,446 ua. Su excentricidad es 0,215 y la inclinación orbital 2,137 grados. Emplea 2007,96 días en completar una órbita alrededor del Sol.
Los próximos acercamientos a la órbita de Júpiter ocurrirán el 13 de noviembre de 2066, el 8 de enero de 2077 y el 10 de marzo de 2087.
Pertenece a la familia de asteroides de (24) Themis.

## Características físicas
La magnitud absoluta de Susannesandra es 13,20. Tiene 14,267 km de diámetro y su albedo se estima en 0,055.